# Eugene Grazia
Eugene "Gene" Grazia, född 29 juli 1934 i West Springfield i Massachusetts, död 9 november 2014 i Florida, var en amerikansk ishockeyspelare.
Grazia blev olympisk guldmedaljör i ishockey vid vinterspelen 1960 i Squaw Valley.